# Куромба
Куромба — деревня в Северо-Енисейском районе Красноярского края России. Основана старообрядцами.
До 2001 года на уровне муниципального устройства и до 2005 года на уровне административно-территориального устройства входила в состав Вельминского сельсовета.

## Население
| 2010 |
| ---- |
| 55   |